# Franz Hold

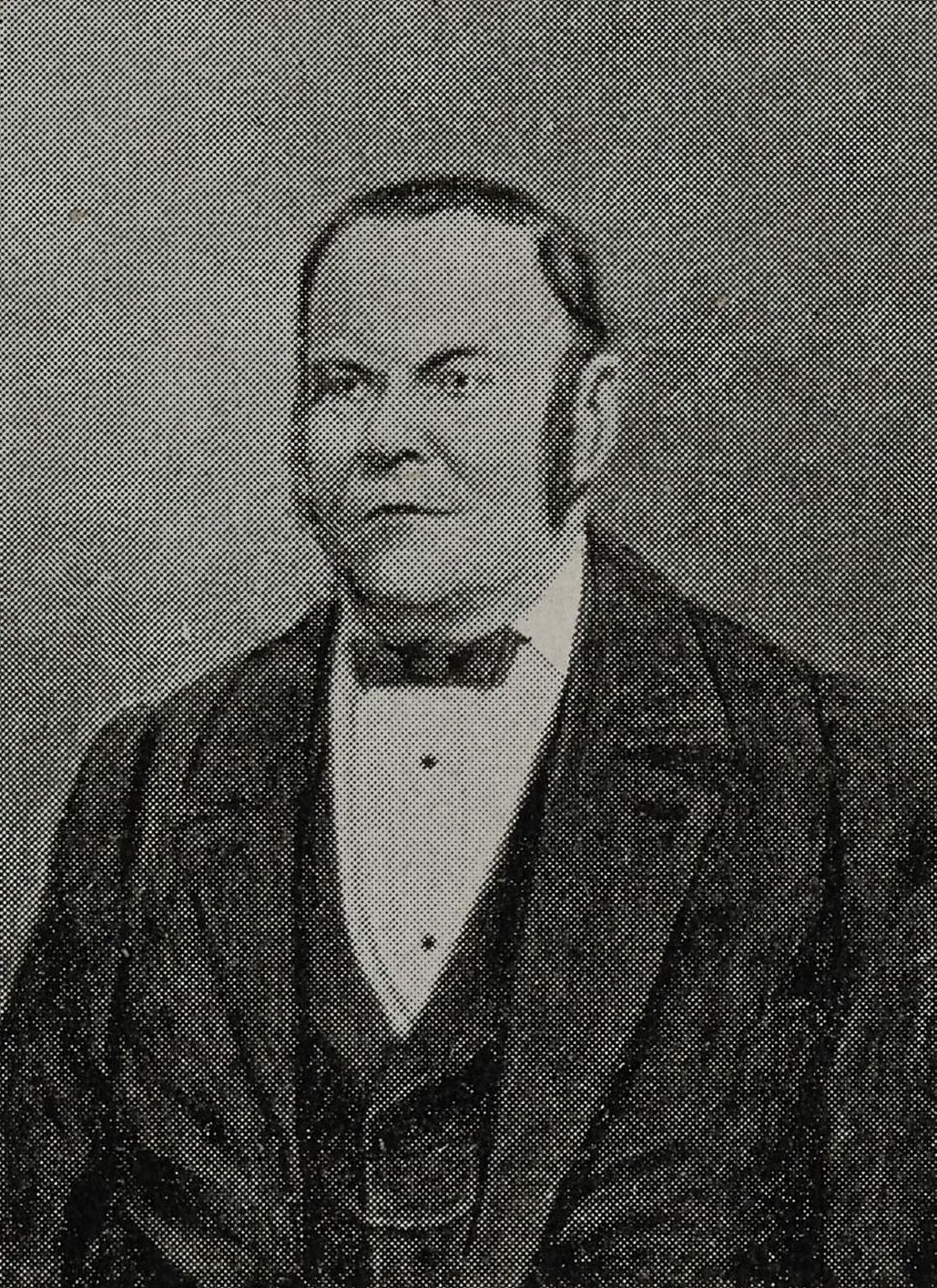
Franz Hold

Franz Hold (* 23. August 1806 in Stampf, heute Vestenthal; † 22. August 1872 in Wagram, heute Puntigam (Graz)) war ein österreichischer Industrieller und Besitzer der Brauerei Puntigam im heutigen Grazer Stadtbezirk Puntigam.

## Leben
Der Sohn eines Bierbrauers war zunächst im väterlichen Brauhaus in der kleinen Ortschaft Stampf, dem heutigen Vestenthal, nahe Steyr, und zeitweise in Windischgarsten im Süden Oberösterreichs tätig. 1828 zog er nach Graz und fand eine Anstellung in der damals größten Grazer Brauerei des Karl Königshofer. Bereits nach zehn Monaten übernahm er als Braumeister die Leitung dieser Brauerei und erwarb sich in den folgenden Jahren große Verdienste. Am 27. Juli 1840 kaufte Franz Hold das von Ferdinand Knabl († 4. März 1840) im Jahre 1838 in dem südlich von Graz gelegenen Ort Wagram (damals Feldkirchen bei Graz, heute Puntigam) gegründete kleine Brauhaus „Puntigam“ mit dem dazugehörigen Gutshof, dem „Puntigamhof“. Günstig an der Handelsstraße zwischen Wien und Triest gelegen, baute er zunächst die Gastwirtschaft „Zum Puntigam“ zu einem überaus rentablen Betrieb aus. Er vergrößerte und modernisierte alsbald systematisch die Brauerei und baute diese zu einem professionellen Brauunternehmen mit Maschinenbetrieb aus. Mit dem 1870 erbauten neuen Sudhaus mit den damals neuesten technischen Einrichtungen konnte die jährliche Bierproduktion weiter gesteigert werden. Bereits 1872 erzielte man einen Bierausstoß von 100.000 hl. Damit war die Puntigamer Brauerei die zweitgrößte der Steiermark mit einem bedeutenden Export.
Franz Hold vergrößerte nicht nur kontinuierlich die Brauerei, zu der auch eine Essigfabrik und die Viehmastung auf dem angeschlossenen Landgut gehörte, sondern investierte auch in die umliegende Verkehrsinfrastruktur. So erwirkte er 1859 bei der damaligen k. k. Staatsbahnverwaltung den Bau eines Bahnhofes für die Ortschaft Wagram auf eigene Kosten, mit dem der Brauerei zugestandenen Namen „Puntigam“ (heutiger Bahnhof Graz Puntigam). Bereits 1858 ließ er aus eigenen Mitteln die Brücke über die Mur samt der Verbindungsstraßen bauen, wodurch eine direkte Straßenverbindung zwischen „Puntigam“ und Liebenau geschaffen wurde. Diese Straße, sowie die Reichsstraße nach Graz, ließ er in den Folgejahren mit Kastanienbäumen zu Alleen ausbauen.

## Familie
Franz Hold war verheiratet mit Therese Kogler (1828–1911), Tochter eines Realitätenbesitzers in Andritz. Das Paar hatte sieben Kinder, von denen fünf, darunter die drei Söhne, bereits vor dem 40. Lebensjahr starben: Martina (1851–1924), Franziska (1852–1890), Elise (1853–1932), Franz (1854–1855), Theresia (1855–1880), Hermann (1857–1886), Alexander (1861–1897).
Nach dem Tod ihres Ehemanns übernahm Therese Hold die Geschäftsführung der Brauerei zunächst alleine, dann ab 1876 in Form einer Kommanditgesellschaft zusammen mit ihren Kindern und Schwiegersöhnen, dem Architekten Friedrich Hofmann (1849–1931, seit 1874 verheiratet mit Martina), dem k. k. Landesgerichtsrat Wilhelm Ritter von Artens (1829–1892, seit 1874 verheiratet mit Elise) und dem Juristen, Politiker und späteren Grazer Bürgermeister Franz Graf (1835–1921, seit 1874 verheiratet mit Theresia). Am 3. Juli 1889 wurde die Brauerei „Holds Erben“ an die „Erste Grazer Aktienbrauerei“ verkauft, die zwei Jahre zuvor durch Umwandlung der Grazer Brauerei „Franz Schreiner & Söhne“ gegründet wurde. Therese Hold und ihre Familie wurden Teilhaber der Aktiengesellschaft und Friedrich Hofmann in den Verwaltungsrat gewählt, dem er ab 1921 als Präsident vorstand. Friedrich Hofmann hatte zudem einen erheblichen Anteil an der baulichen Entwicklung der Brauerei Puntigam, die zu Beginn der 1890er Jahre zum alleinigen Produktionsstandort der Aktienbrauerei ausgebaut wurde und ihre Produkte alsbald in das gesamte Gebiet der österreichisch-ungarischen Monarchie exportierte.